# Intelsat 36
Intelsat 36 ist ein kommerzieller Kommunikationssatellit des International Telecommunications Satellite Consortium (Intelsat) mit Sitz in Luxemburg.

## Missionsverlauf
Er wurde am 24. August 2016 mit einer Ariane-5-Trägerrakete vom Raketenstartplatz Centre Spatial Guyanais (zusammen mit Intelsat 33e) in eine geostationäre Umlaufbahn gebracht. Mit einer Nutzlast von insgesamt 10.735 kg (einschließlich Nutzlastadapter) ist dies die schwerste Nutzlast, die eine Ariane-5-Rakete bisher ins All gebracht hat.

## Technische Daten
Der dreiachsenstabilisierte Satellit ist mit 34 Ku-Band- und 10 C-Band-Transpondern ausgerüstet und soll von der Position 68,5° Ost aus den Süden Afrikas und Teile des Indischen Ozeans im Ku-Band mit Satellitenfernsehen (MultiChoice) und Afrika, den Indischen Ozean und Südasien im C-Band mit Kommunikationsdienstleistungen versorgen. Der Satellit wurde auf Basis des Satellitenbusses SSL 1300 der Space Systems/Loral gebaut und besitzt eine geplante Lebensdauer von mehr als 15 Jahren. Er wird sich mit Intelsat 20 eine Position im Orbit teilen.